# ACSI
ACSI akronym för Atari Computer System Interface, portstandard bl.a. använd till Atari ST-datorer. Denna standard möjliggör DMA-styrd överföring av data mellan till exempel en hårddisk och datorns arbetsminne vilket delvis liknar en annan standard kallad SCSI.